# Ra (isla)
Ra (a veces erróneamente escrito Rah) es un pequeño islote de coral de 0,5 km², ubicado en el grupo de las islas Banks en el norte de Vanuatu. El mismo nombre también recibe la única aldea que se encuentra dentro de este islote.
El islote de Ra se encuentra casi junto a la isla de Mota Lava. El acceso a Ra se puede hacer de dos maneras: con la marea baja, vadeando por el estrecho; con marea alta, en canoa.

## Nombre
El islote es conocido en inglés y bislama, como Ra. Este nombre refleja una versión abreviada del modo Rao, que es la forma en que el islote recibe el nombre en el idioma vecino mota.
En el idioma propio de los isleños, el mwotlap, el islote de Ra se llama Aya.
La ortografía Rah, que a veces se encuentra en algunas escrituras, es incorrecta.

## Población
Las cifras del censo de 2009 dan una población de 189 habitantes.